# Governador Edison Lobão
Governador Edison Lobão is een gemeente in de Braziliaanse deelstaat Maranhão. De gemeente telt 14.921 inwoners (schatting 2009).